# Trình Linh Tẩy
Trình Linh Tẩy (giản thể: 程灵洗; phồn thể: 程靈洗; bính âm: Chéng Língxǐ, 514-568), tự Huyền Địch, người Hải Ninh, Tân An, tướng lĩnh nhà Trần.

## Lập thân thời loạn
Từ nhỏ ông đã có sức mạnh, ngày đi được hơn 200 dặm, giỏi cưỡi ngựa bắn cung. Loạn Hầu Cảnh nổ ra, giặc cướp nổi lên khắp nơi, Linh Tẩy có tiếng dũng mãnh trong làng, nên quan viên địa phương phái ông chiêu mộ trai tráng, được hơn trăm người, bảo vệ huyện Hấp chống lại phản quân Hầu Cảnh xâm phạm, Tân An thái thú Tiêu Ẩn cũng đến nương nhờ ông.
Linh Tẩy được đưa lên làm minh chủ, vì ông liên tiếp lập công, nên Tiêu Ẩn dâng thư tấu lên Tương Đông vương Tiêu Dịch. Tiêu Dịch đang ở Kinh Châu bèn thừa chế sai sứ đem biểu đến, lệnh cho ông hội quân với Lưu Thần Mậu từ Đông Dương để cùng chống giặc; đồng thời thụ Linh Tẩy làm Tán kỵ thường thị, đô đốc Tân An chư quân sự, phong Ba Lăng huyện hầu, thực ấp 500 hộ. Gặp lúc Thần Mậu thất bại, quân Cảnh tấn công Tân An, ông tạm lui về huyện Kiềm, trải qua 1 trận chiến, đánh bại phản quân, bắt sống tướng giặc Triệu Tang Càn. Hầu Cảnh lại phái Lữ Tử Vinh tấn công Tân An, lại bị Linh Tẩy đánh bại. Tiêu Dịch phong ông làm Đặc tiết Tán kỵ thường thị, quản lý Thanh Ký 2 châu quân sự. Thanh Châu thứ sử, thực ấp 1000 hộ, còn tướng quân, thái thú như cũ.
Lại có chiếu sai ông xuống Dương Châu giúp Vương Tăng Biện trấn phòng, Tăng Biện mệnh cho ông từ Trấn Tây đi cứu Kinh Châu. Cuối cùng Kinh Châu bị hãm, Linh Tẩy trở về kinh đô.

## Về với nhà Trần
Khi Trần Bá Tiên tấn công Tăng Biện, Linh Tẩy đưa quân đến giúp Tăng Biện, nhân trời tối tập kích thành Thạch Đầu, ra sức chiến đấu nhưng thất lợi. Bá Tiên sai sứ chiêu dụ, ông bèn quay giáo ủng hộ. Năm Vĩnh Định đầu tiên (557) đời Trần Vũ đế Trần Bá Tiên, Linh Tẩy được thụ Trì tiết, Tín vũ tướng quân, Lam Lăng thái thú, Thường thị, thực ấp như cũ.
Sau đó nhờ bình định Từ Tự Huy có công, được phong Đan Dương thái thú, phong Toại An huyện hầu, tăng thực ấp so với trước lên 1500 hộ, vẫn trấn thủ Thái Thạch.
Trong những năm Vĩnh Định (557 – 559), ông theo bọn Chu Văn Dục thảo phạt Vương Lâm, thua trận bị bắt, tìm được cơ hội trốn về. Có chiếu cho ông kiêm Đan Dương doãn, ra làm Cao Đường, Thái Nguyên 2 quận thái thú, dời sang nhận hàm Thái tử tả vệ soái.
Vũ đế băng, Vương Lâm ngầm tiến xuống phía đông, Linh Tẩy đại phá ông ta ở Nam Cai, Văn đế cho ông thụ chức đô đốc, Nam Dự Châu thứ sử, kiêm lĩnh Duyên Giang chư quân sự. Bọn Hầu Thiến đánh bại Vương Lâm, ông thừa thắng truy kích, chiếm được Sơn Trưng của địch, nhận chức Tả vệ tướng quân.
Năm Thiên Gia thứ 4 (563), Chu Địch quay về Lâm Xuyên, Linh Tẩy từ Bà Dương tiến đánh, ông ta thua chạy. Trong năm thứ 5 (564) được làm Đô đốc Ba, Vũ, Dĩnh, chư quân sự.
Phế đế lên ngôi, Linh Tẩy được tiến hiệu Vân huy tướng quân.
Hoa Kiểu làm phản, sai sứ đến mua chuộc Linh Tẩy. Ông nổi giận, giết chết sứ giả, triều đình thưởng 1 bộ Cổ Xuy. Linh Tẩy sai con trai Văn Quý lĩnh thủy quân đi giúp việc phòng bị. Tướng Bắc Chu là Nguyên Định đưa 2 vạn bộ kỵ đến vây Linh Tẩy để giúp Kiểu. Nhưng ông ra sức chiến đấu, đánh bại được Kiểu, Nguyên Định hết đường về, đành phải hàng. Linh Tẩy bèn đánh chiếm Miện Châu, bắt được thứ sử Bùi Khoan.
Nhân vì ông có chiến công hiển hách, lại trung thành, nên được đổi phong làm Trùng An huyện công, thực ấp 2000 hộ, còn gia Tư không kiêm Đan Dương doãn. Khi mất được 55 tuổi, tặng Trấn tây tướng quân, Khai phủ nghi đồng tam tư, thụy hiệu là Trung Tráng công.

## Sau khi mất
Trình Linh Tẩy trị quân nghiêm minh, nhưng lại cùng họ đồng cam cộng khổ. Ông yêu thích việc trồng trọt, sinh hoạt tiết kiệm. Sinh được 22 con trai, 93 cháu nội.
Linh Tẩy được táng ở Hoàng Đôn, bên cạnh nhà cũ. Năm Thái Kiến thứ 4 (572), được đưa vào thờ trong miếu đình của Trần Vũ đế. Năm Gia Định thứ 16 (1223) đời Tống Ninh Tông, miếu của ông được ban sắc, xếp vào ngạch Thế Trung, truy phong Quảng Liệt hầu. Năm Bảo Hữu thứ 5 (1257) đời Tống Lý Tông tiến phong Trung Liệt Hiển Huệ, Linh Thuận Thiện Ứng công. Năm Thái Định thứ 4 (1324) đời Nguyên Thái Định Đế tiến phong Trung Liệt vương. Năm Hồng Vũ thứ 2 (1369) đời Minh Thái Tổ, cho đặt văn tế mỗi năm 2 mùa xuân – thu.

## Dật sự
Tương truyền Trình Linh Tẩy từng theo Hàn Củng Nguyệt học được 15 thế quyền thuật. 500 năm sau hậu duệ của ông là Trình Tất học được bộ quyền pháp này, đặt tên là Tiểu Cửu Thiên. Theo Quốc thuật khái luận của Ngô Đồ Nam, Tiểu Cửu Thiên không chỉ có hình thức rất gần, mà chính là một trong những hình thái sơ nguyên của Thái Cực quyền.